# Merkenstein (zámek)
Zámek Merkenstein je zámek postavený v blízkosti Großau, katastrálního území města Bad Vöslau v okrese Baden v rakouské spolkové zemi Dolní Rakousy.
Zámek byl postavený jako první v Rakousku v tudorovském stylu.

## Historie
Dřívější letohrádek byl postavený v letech 1801 až 1803 postavený pod hradní zříceninou Merkenstein ve "švýcarském stylu". Stavebníkem byl Joseph Carl hrabě z Dietrichsteina (1763-1825), první guvernér banky c. a k. privilegované Národní banky.
Zámecký park vytvářela Dietrichsteinova manželka Alžběta, rozená hraběnka z „Waldstein-Wartenbergů“. Ten sel doplňoval historizujícími stavbami, jako poustevna nebo rozhledna. V zámeckém parku stojící kaple je výrazně starší, mohla být v 16. století obnovena. "Turecká studna" poblíž hradu byla zničena za druhého obléhání Vídně Turky (1683). Park byl veřejnosti přístupný.
V roce 1829 panství Merkenstein koupil „Eduard hrabě z Münch-Bellinghausenu, který stávající letohrádek nechal přestavět na zámek v „tudorovském slohu“. Plány vypravovali dva architekti August Schwendenwein von Lanaubergu (1817-1885) a Johann Romano von Ringe (1818-1882).
V kryptě pod kaplí byl pohřben Münch-Bellinghausen. Krypta byla v době poválečné ruské okupace vydrancována. Dědictvím získal zámek do vlastnictví Adolf Brenner von Felsach (1814-1883). Po něm zdědil jeho syn Joachim von Brenner-Felsach (1859-1927) zámek, který ale v roce 1912 musel prodat. Dalším majitelem byl majitel pily Leopold Kern a průmyslník Arthur Krupp (1856-1938) z Berndorfu (Dolní Rakousy).
Ve druhé světové válce byl zámek těžce poškozený. Jako "německý majetek" byl zabavený sovětskými okupačními vojsky a dán pod správu USIA. Po státní smlouvě (1955) byl zámek Merkenstein z republiky rakouské převeden na Rakouské spolkové lesy. V roce 2000 zámek koupil soukromník a vybudoval stylovou restauraci. Dnes je zámek Merkenstein opět obývaný.